# Чемпионат Беларуси по пляжному футболу 2013
Чемпионат Белоруссии по пляжному футболу 2013 — 6-й ежегодный турнир в Белоруссии по пляжному футболу. Чемпионат проходит по круговой системе в 3 круга.

## Участники чемпионата
| - АРЗ-Мозырь (Мозырь) - БАТЭ (Борисов) - ВитГазЭнерго (Витебск) | - Горняк (Солигорск) - Кировск-ДЮСШ (Кировск) - Неман-ГрГУ (Гродно) |

## Календарь турнира
| № тура | Дата проведения | Место проведения                                              |
| ------ | --------------- | ------------------------------------------------------------- |
| 1      | 1 — 2 июня      | СТБ «Дудинка», д. Дудинка, Борисовский район, Минская область |
| 2      | 29 — 30 июня    | Стадион по пляжным видам спорта, Витебск, Витебская область   |
| 3      | 27 — 28 июля    | Стадион по пляжному футболу, Мозырь, Гомельская область       |
| 4      | 17 — 18 августа | Стадион по пляжным видам спорта, Витебск, Витебская область   |

## Турнирная таблица
| Место | Команда      | И  | В  | ВО | П  | Голы     | ±   | О  |
| ----- | ------------ | -- | -- | -- | -- | -------- | --- | -- |
| 1     | БАТЭ         | 15 | 14 | 0  | 1  | 81 − 29  | +52 | 42 |
| 2     | ВитГазЭнерго | 15 | 13 | 0  | 2  | 100 − 51 | +49 | 36 |
| 3     | АРЗ          | 15 | 8  | 0  | 7  | 66 − 62  | +4  | 24 |
| 4     | Кировск-ДЮСШ | 15 | 5  | 0  | 10 | 57 − 76  | −19 | 15 |
| 5     | Горняк       | 15 | 4  | 0  | 11 | 56 − 90  | −34 | 12 |
| 6     | Неман-ГрГУ   | 15 | 2  | 0  | 13 | 43 − 95  | −52 | 6  |